# Virtua Tennis (jeu vidéo)
 (janvier 2015).
Si vous disposez d'ouvrages ou d'articles de référence ou si vous connaissez des sites web de qualité traitant du thème abordé ici, merci de compléter l'article en donnant les références utiles à sa vérifiabilité et en les liant à la section « Notes et références ».
Virtua Tennis (Power Smash au Japon) est un jeu vidéo de tennis développé par Hitmaker pour Sega et initialement sorti sur borne d'arcade en 1999. Le jeu fut ensuite adapté sur Dreamcast, Game Boy Advance, N-Gage, PSP, Playstation 3 et Windows. À sa sortie, le jeu fut considéré comme l'un des meilleurs titres du genre. Le jeu a reçu le label Sega All Stars sur Dreamcast.

## Système de jeu
Virtua Tennis propose sur Dreamcast un mode de jeu exclusif, le mode World Tour, qui met le joueur dans la peau d'un tennisman au 300e rang mondial. Le but est de le faire grimper au premier rang mondial, en gagnant des matchs et des entraînements, et en achetant de nouveaux équipements.

## Développement
La version arcade a été développée sur le système Naomi.

## Accueil
Virtua Tennis fait la couverture du numéro 06 de Dreamcast, Le Magazine Officiel. Il y reçoit la note de 9/10.